# Huccijasz calpai király
Huccijasz (hettita mḫuzziyaš) a korahettita városkirályságok egyikének uralkodója volt, de személye nagyon bizonytalan. Egyes történészek 0. (nulladik) Huccijaszként a hettita királylistában is szerepeltetik, mások önálló uralkodói mivoltát sem ismerik el. Ugyanakkor még az is lehet, hogy a hattuszaszi Huccijasz és a calpai Huccijasz nem ugyanaz a személy. További lehetőség, hogy a calpai Huccijasz az apja volt a Calpát, Hattuszaszt és Neszát uraló Huccijasznak.
Amennyiben a hattuszaszi és calpai Huccijasz azonos, akkor a CTH#1 katalógusszámú, Anittasz kiáltványa címen ismert irat alapján az események a következőképp rekonstruálhatók: a két városban uralkodó Huccijaszt Anittasz Calpa ostroma alkalmával legyőzte, majd fogolyként magával vitte Neszába. Ekkor került Nesza Uhnasz által elrabolt istenszobra vissza a helyére. Mivel Anittasz seregei Calpa alatt tartózkodtak, Hattuszaszban Huccijaszt Pijuszti követte, akit Anittasz később győzött le.
Ha a két Huccijasz különböző személyek, akkor körülbelül egy időben uralkodtak. A calpai Huccijaszt Anittasz győzte le, míg a hattuszaszi Huccijasznak az utódja, Pijuszti alatt semmisült meg a város.
A calpai Huccijaszhoz kapcsolódik a kereszt alakú pecsét használata, amely a későbbiekben királyi pecsétté vált. Ez a momentum a személy különlegesen fontos státuszát jelentheti, de ennek mibenléte nem állapítható meg. Az bizonyos, hogy a keresztpecsét használata a calpai királyság és a későbbi Hettita Birodalom kapcsolatát mutatja. Ez a kapcsolat egy harmadik – bár szintén nagyon bizonytalan – adattal is erősíthető, miszerint Tudhalijasz neszai királynak apja vagy apósa neve, valamint Labarnasz apósának neve is Huccijasz volt, így vagy volt egy harmadik Huccijasz nevű személy is a fentiekkel egy időben, vagy egy személy igen kiterjedt hatalmáról vannak információink, amelyet a kusszarai uralkodóház, és főként Anittasz részenként semmisített meg.

## Külső hivatkozások
- Anittasz feliratainak angol fordítása
- Hittites.info
- Studien zu den Bogazkoy-Texten 51, 2010. ISBN 978-3-447-06119-3 119. old.

| Előző uralkodó: Uhnasz(?) | hettita király Calpa i. e. 17. század | Következő uralkodó: Anittasz |

| Előző uralkodó: ismeretlen | hettita király Hattuszasz i. e. 17. század | Következő uralkodó: Pijuszti(?) |

| Előző uralkodó: ismeretlen | hettita király Nesza i. e. 17. század | Következő uralkodó: Tudhalijasz(?) |